# 鉄道

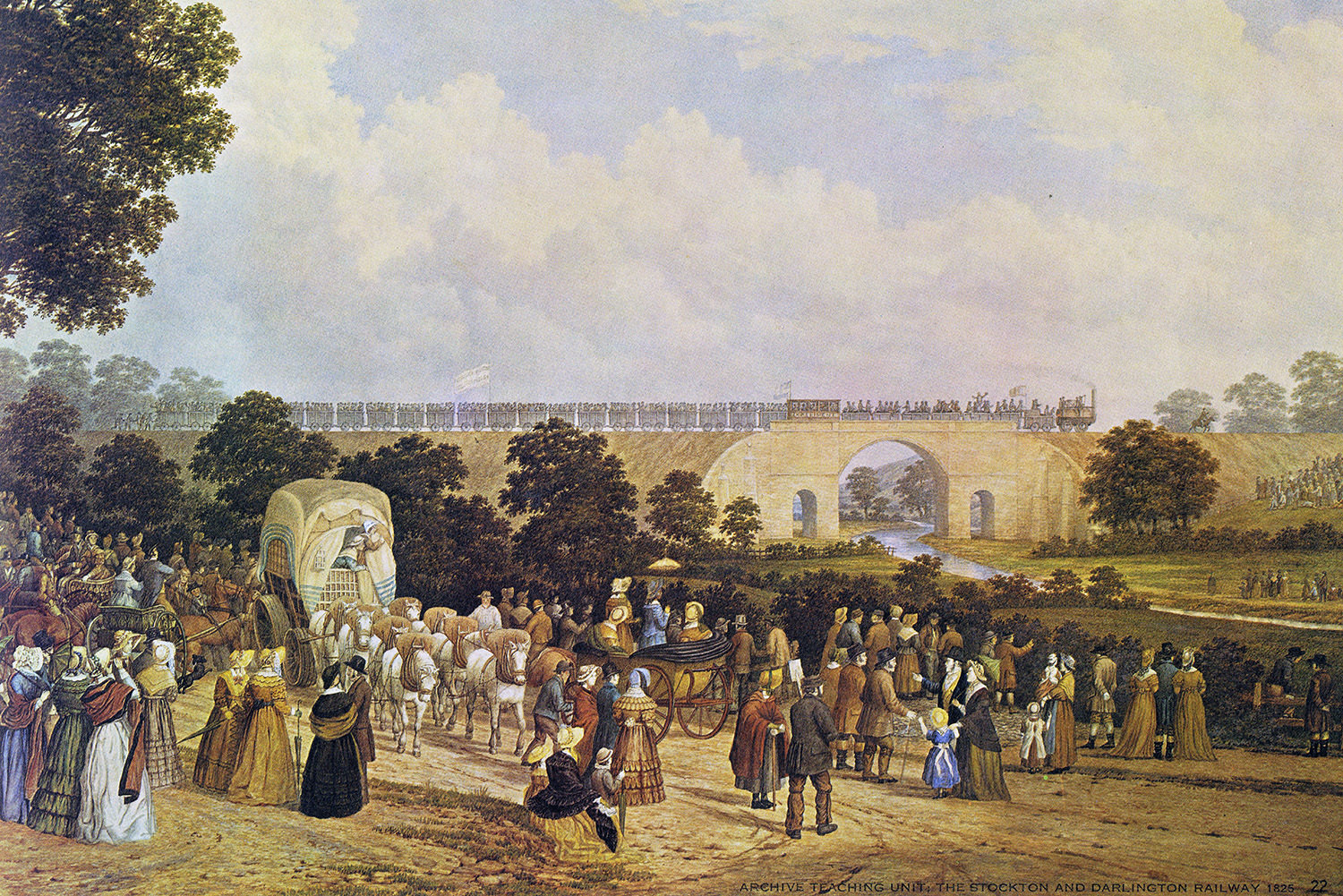
ダラム州のストックトン・アンド・ダーリントン鉄道の開業、1825年

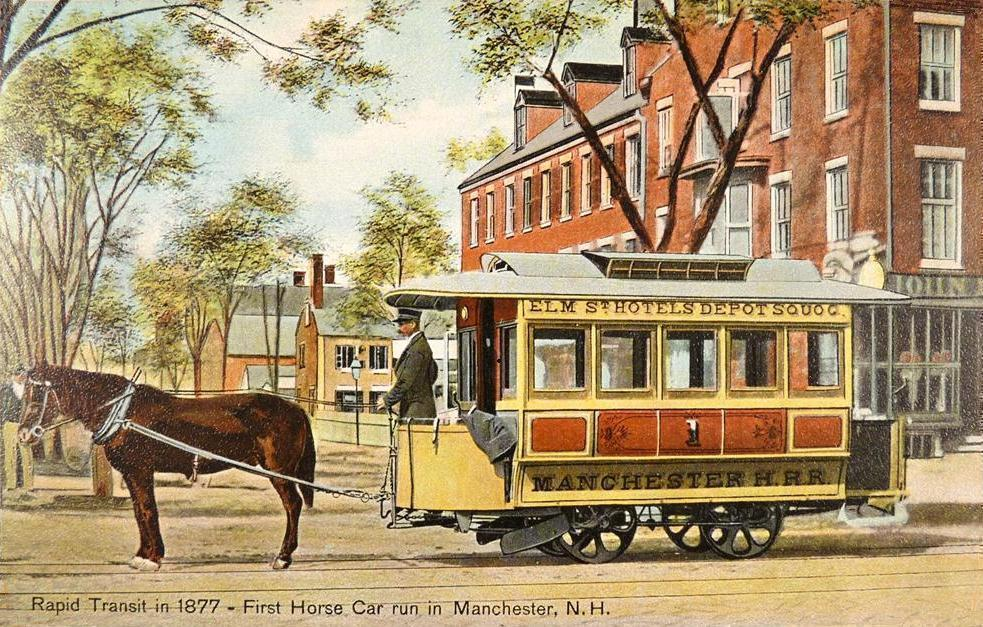
英国マンチェスターの馬車鉄道

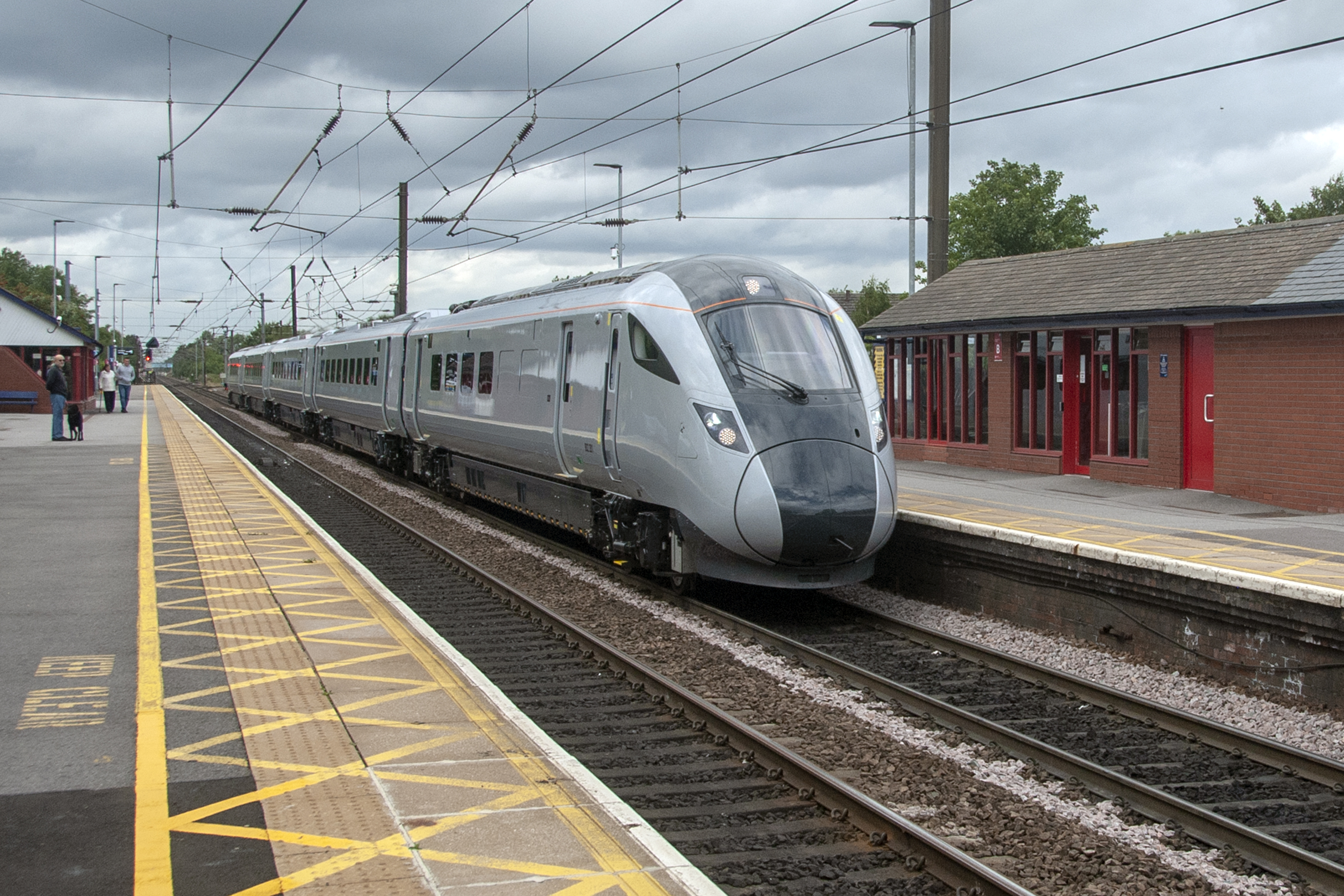
現代のイギリスのロンドン-エディンバラを結ぶ路線と、途中の駅と、そこを通過するイギリス鉄道802形

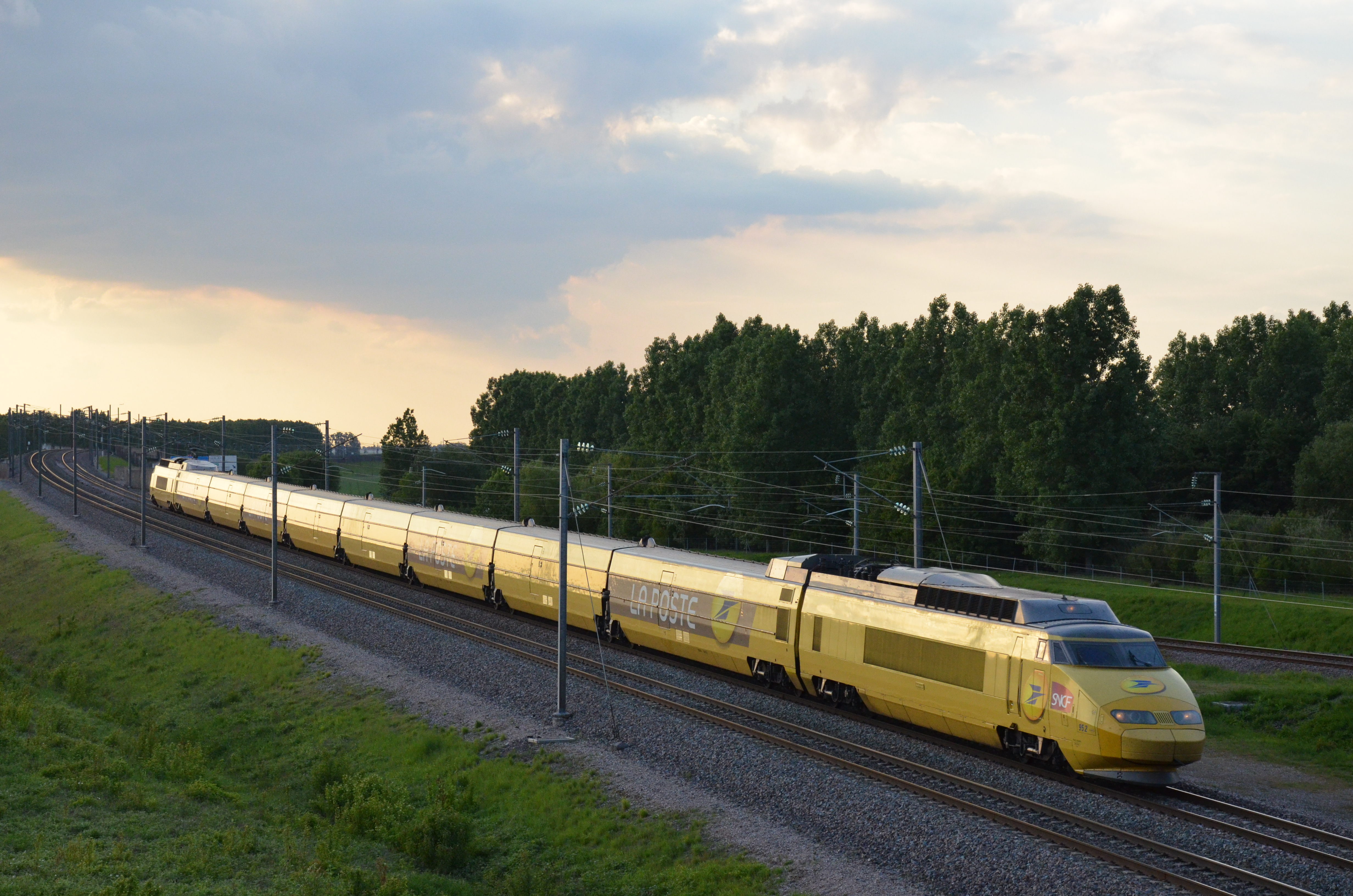
フランスの:fr:Crisenoyあたりを南フランス方面に向かって走るTGV。車体側面に「LA POSTE」と表示しており、郵便物輸送専門の編成の例。

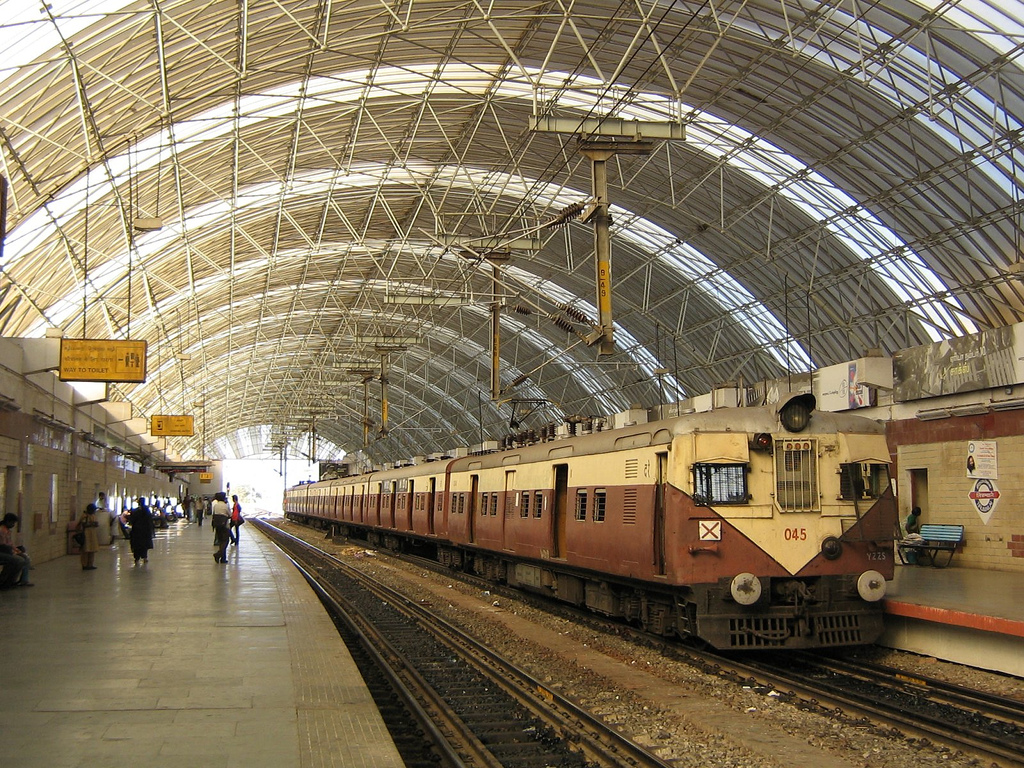
インドのMRTSの駅と列車

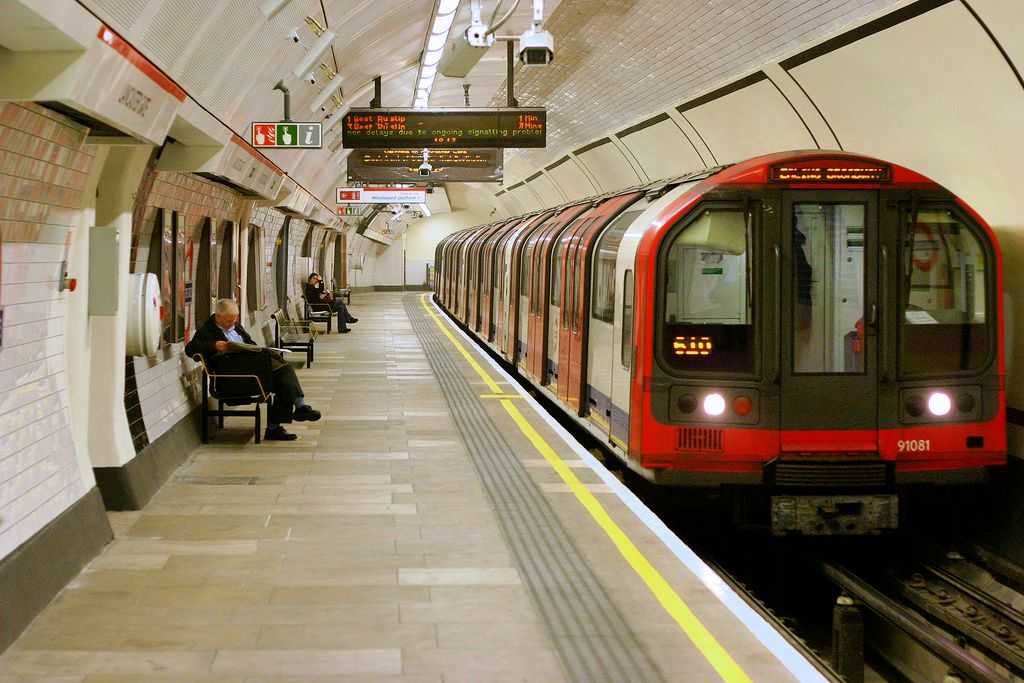
地下に敷設されたレールを走る地下鉄（写真は最古の地下鉄、ロンドン地下鉄）

鉄道（てつどう、英: railway 米: railroad 独: Eisenbahn 仏: chemin de fer）とは、レールを敷いて、その上に列車を走らせ、人や貨物を運ぶ陸上交通機関である。

## 概説
鉄道とは、平行に2本のレールを敷き、その上で列車などを走らせ、人や貨物を運ぶ交通機関、交通システムである。線路、旅客や貨物を載せて走る列車、停車場、駅などの施設、運行管理や信号保安まで様々な要素で構成される一連の体系である。
「鉄道」は、狭義には（その交通システム全体ではなく）レールを敷いた道である「線路」（鉄路）のみを指すことがある。
鉄道は歴史的に見て、まずイギリスやヨーロッパで発展した。フランス語では「chemin de fer（シュマン・ド・フェール）」と言い、これは直訳すると「鉄の道」である。日本語でも「鉄道」、中国語でも「鉄道」または「鉄路」と言う。なお鉄製のレールだけでなく、例えばコンクリート製の案内軌道などを用いるものもある。また、鋼索（鋼でできた太いロープ）で車両を支持し運転するもの（索道。ロープウェイ）も鉄道の一種としている。広い意味では、懸垂式・跨座式のモノレール、案内軌条式のAGT（新交通システム）、浮上式鉄道を含む。
なお、『日本大百科全書』は定義文の冒頭部「専用の用地にレールを敷設した線路上を動力を用いた車両を運転し」としている。専用の用地でなく道路に敷設された路面電車は、日本の法制上は「軌道」とよんで「鉄道」とは区別している。つまり、用地のありかたにも着目して線引きしている。
次にレールの素材に着目して線引きができるかについて検討してみると、英語では railroad（アメリカ）または railway（イギリス）と呼び、これは単に「レールの道」という意味で、語自体には「レールの材質」に関する意味が含まれていない語で造語して呼ぶようになった。だがイギリス同様に鉄道が早期から発展した欧州の大陸側のフランスでは chemin de fer（訳:鉄の道）、ドイツでも「Eisenbahn」（訳:鉄の道）と呼び、日本語でも「鉄道」、中国語でも「鉄道」または「鉄路」 等々、数多くの言語で「鉄の道（路）」という表現をする。鉄道はもともと鉄製レールの案内路を有するシステムであったので、レールの素材（材質）に焦点を当てて造語した。
なお、素材ばかりに着目しても、先に説明したようにコンクリートのレール（案内路）を用いたシステム（素材以外は駅や列車などシステム全体が同じようなシステム）を含められなくなってしまうので、レールの素材にこだわりすぎて線引きするのにも無理がある。このように交通システムはさまざまな変則的なものを開発することができる、という面もあり、また各国で法制度が異なっており、さらにトロリーバスまで含めるのか含めないのかなど、どこまでを法制上「鉄道」に含めて扱うかについても国ごとにかなりの差異があり、「鉄道」と「鉄道でないもの」の線引きのしかたはさまざまあり、世界的に見てかなり曖昧である。
よって本項では（焦点がぼけてしまわぬよう、周辺あたりの曖昧な領域は避け）できるだけ、この記事の意味の中心部、つまり専用の用地に敷いた鉄製レールを有するものについて解説することにし、鉄道に含めてよいかどうか曖昧な形態のものについては脚注などで軽く触れるにとどめる。
特徴

鉄道の（他の交通機関と比較しての）特徴としては、安全であること、（運行の）時間・時刻が正確であること、省エネであることなどが挙げられる。
分類・種類

鉄道はさまざまに分類することが可能で、たとえば技術的観点、経済的観点、法制的観点などに基づいて分類することができる。
他のさまざまな交通機関も含めた中での鉄道の役割・位置づけ
鉄道は、19世紀まで各国の主たる陸上交通機関であった。だが20世紀前半からモータリゼーションが進展したり（20世紀半ばころから）航空交通が発達したので、鉄道はその役割を年々縮小してきている。1980年代の欧米の（全交通機関輸送量に占める）鉄道輸送のシェアを見てみると、旅客輸送では、イギリス、フランス、旧西ドイツが7 - 11 %、アメリカが1 %、貨物輸送では12 - 38 %となっていた。1997年の鉄道旅客輸送は、イギリス、フランス、ドイツが6 - 7 %、アメリカ1 %となっていた（つまり、さらにシェアが減少した）。1997年の貨物輸送を見てみると、イギリス7 %、フランス、ドイツが20 - 22 %、アメリカ40 %である。よって、欧米の鉄道ではそれぞれの国の交通体系のなかでの「鉄道の役割」というのは、旅客輸送より貨物輸送のほうが大きい。なお日本の鉄道での諸交通体系に占めるシェアも、モータリゼーションの進展とともに低下してきており、1955年（昭和30年）時点で日本の鉄道のシェアは、旅客輸送が82 %、貨物輸送が53 %であったが、1984年（昭和59年）には、旅客輸送が39 %、貨物輸送が5 %にまで減少し、1997年（平成9年）時点で旅客輸送は22 %、貨物輸送は5 %となっていた。欧米のデータと比較すれば一目了然であるが、日本の鉄道では、貨物輸送より旅客輸送の役割が大きいことが特徴となっている。
こうした状況下で世界的に鉄道に期待されている機能と役割は、高速鉄道に象徴されるような「スピード」（移動の速さ）と、都市圏での通勤・通学輸送にみられるような「輸送密度の高い大量輸送」である。

## 分類、種類
技術、経済、法制などの観点から分類可能である。

### 技術的分類
鉄道は、技術的には、軌道・車両の構造、軌道の敷設面、軌間、車両の動力源などに基づいて分類できる。
軌道・車両の構造による分類
普通鉄道と特殊鉄道に分類できる。
普通鉄道は、2本のレールの上に自走する車両を運行させる一般的な鉄道である。対して特殊鉄道は、普通鉄道とは異なるものをまとめて呼ぶ総称であり、たとえば普通鉄道に特別な装備を付加した歯車式鉄道（ラックレール式鉄道。アプト式、シュトループ式など）と、全く異なる構造の単軌条式鉄道（モノレール）、案内軌条式鉄道（新交通システムを含む）、鋼索鉄道（ケーブルカー）などがあり、さらに言うと「特殊鉄道」には（次第に「鉄道」なのかあいまいな領域になるが）索道（ロープウェー）、無軌条電車（トロリーバス）、磁気浮上式鉄道（リニアモーターカー、マグレブトレイン 等）なども含められることになる。
軌道の敷設面による分類
大まかには、「地表に敷設する鉄道」「高架鉄道」「地下鉄道（地下鉄）」の3種にわけられる。
- 地表に敷設する鉄道には、専用の用地に敷設する一般の鉄道と、道路上に敷設する路面電車がある。
- 高架鉄道は、交通の頻繁な道路や他の鉄道との平面交差を避けるために、高架構造上にレールを敷設するものである。
- 地下鉄道は、都市の地下のトンネル内に敷設する。

軌間（ゲージ）による分類
大まかには、「標準軌鉄道」「広軌鉄道」「狭軌鉄道」の3種にわけられる。
- 標準軌鉄道は、ヨーロッパ・アメリカなど世界の70 - 75 %が採用しており、日本の新幹線や一部の私鉄も採用している、1435ミリメートルゲージである。
- 広軌鉄道は、標準軌間より広いゲージで、スペインやインドの1672ミリメートルゲージ、旧ソ連地域の1525ミリメートルゲージがある。
- 狭軌鉄道には、ニュージーランド、南アフリカ共和国、日本の旧国鉄在来線や多くの私鉄などの1067ミリメートルゲージ、またタイ、ミャンマー、スイスの私鉄などの1000ミリメートルゲージなどがある。

日本のJRは、新幹線が「標準軌」で、在来線が「狭軌」である。
車両の動力源による分類

### 経済的分類

#### 経営形態による分類
経営形態による分類がある。たとえば私企業による経営や、国による所有「国有」、国による経営「国営」などである。
世界の鉄道は、初期の段階においては（規模がまだ限られていたので）株式会社の形態が多かったが、やがて全国的な鉄道網の形成に伴い国有・国営の形態をとるものが多くなっていった。その後多くが、分割されたり、一部を分離独立させたり、民営化するなど多様な道を進むことになった。
欧州を見てみると、イギリスの鉄道は1947年の法律によって国有化され、その後、1963年から公共企業体として運営されていたが、1994年に分割・民営化された。フランスの鉄道は、1937年の「公私混合株式会社」の発足以来、国有化の道を歩み始め、1983年からは全額政府出資の事業体として運営されていたが、1997年1月フランス国鉄 (SNCF) は、鉄道線路の建設と維持管理とを行うフランス鉄道線路事業公社 (RFF) を分離独立させ、フランス国鉄 (SNCF) 自体は鉄道輸送に専念する事業体となった。ドイツの鉄道は、1920年のドイツ国有鉄道の設立により国有化されたが、第二次世界大戦後の1951年の東西ドイツの分裂により、西ドイツは「ドイツ連邦鉄道」、東ドイツは「東ドイツ国鉄」として国有国営の事業体となった。1990年の東西ドイツ統一以降、1994年に東西両国鉄が「連邦鉄道財産機構」として統合され、その後業務別に三つの組織に分割されていった。
アメリカの鉄道は、第一次世界大戦中に一時期、国の管理下に置かれたことがあるが、基本的には民間の運営であった。しかし、自動車や航空機に比べ鉄道による旅客・貨物輸送の需要は伸びず、1971年には国が管理・運営する鉄道として都市間の旅客輸送を行うアムトラック (Amtrak)（正式名：全米鉄道旅客輸送公社National Railroad PassengerCorporation。その通称である「Americantrack」の略称がAmtrak）が、1976年には連邦政府の援助・監督下に経営される株式会社形態の貨物輸送鉄道コンレール (Conrail)（統合鉄道会社Consolidated Rail Corporationの略称）が設立された。その後、アメリカでは1980 - 1990年代に規制緩和政策が推進されるとともに鉄道会社の統廃合が進み、コンレールも「ノーフォーク・サザン鉄道」と「CSX鉄道」に分割・買収される形で1999年に姿を消した。
日本の鉄道は、1906年（明治39年）に（特定地方限定の地方鉄道を除いて）国有化され、第二次世界大戦後、1949年（昭和24年）に公社（公共企業体）「日本国有鉄道」として新たに発足したが、モータリゼーションの進展による鉄道離れや政治介入により生み出された巨額債務の解消と、労働組合の解体による労使関係改善を目的として1987年（昭和62年）4月分割民営化が行われ、「国鉄」は「JR」となり、6つの旅客鉄道会社（JR北海道、JR東日本、JR東海、JR西日本、JR四国、JR九州）と1つの貨物鉄道会社（JR貨物）の合計7つの会社として再出発した。日本の鉄道体系は、株式会社形態をとる私鉄（民鉄）の役割が比較的大きいことが、世界的に見て特徴となっている。特に旅客に関しては大きな割合を分担し、1984年（昭和59年）時点での年間輸送量は、国鉄68億人、私鉄118億人で、私鉄が国鉄を上回っていた（その後国鉄もJRとなりすべて国有ではなくなったが、1997年（平成9年）の年間輸送量は、JR旅客会社88億5919万人、私鉄133億8582万人で、やはり旅客では私鉄の役割が大きい）。なお貨物に関しては、さほどではなく、1997年の貨物輸送量がJR貨物が4729万トン、私鉄2194万トンであった。

#### 業務地域の広さによる分類
業務を行う地域によって、「全国鉄道」「地域鉄道」「地方鉄道」に分ける方法がある。
- 全国鉄道は全国的規模の幹線鉄道[2]。主要都市間の長距離輸送を担う。フランスのSNCFや、日本の旧国鉄のようなもの。
- 地域鉄道は、ひとつの国をいくつかのブロックに分割した程度の規模で、（次に説明する）地方鉄道より広範囲に、相互の主要都市を結ぶ直通運転も行う[2]。日本のJR北海道、JR東日本…等もこの「地域鉄道」に分類される。
- 地方鉄道は、限られた地域内の局地的な短距離輸送が主で、大都市圏の地下鉄や郊外電車、路面電車などである[2]。経営形態としては民営鉄道や公営鉄道などがある[2]。

## 歴史
軌道に関しては、16世紀ごろにドイツのハルツ鉱山で板の上にレール状の木材を取り付けて、その上に石炭運搬の車両を通したのが始まり、ともされる。木製のレールは激しく摩耗するのでその後に鉄製にかえられた。（ここで「鉄道」になった）。初期の鉄製レールはL字型で、底辺（水平面）が外側になるように敷設し、外側の底辺の上を車輪が転がるようになっていた。その後、車輪外周の内側につば状の輪縁（フランジ）をつけることでレールのほうのL字型は止め、レールの頭部の内側を走る、現在と同様の方式となった。この段階で、車両の動力源は人力や馬の力（馬力）であったが、18世紀の後半にワットが改良した蒸気機関をさらに改良利用する方法が多くの人によって研究され、1804年にイギリスのリチャード・トレビシック（1771―1833）が、初めてレールの上を走る蒸気機関車を製作し、馬にかわって、石炭の運搬車を引かせることに一応は成功した。そして、1825年にイギリスダラム州にストックトン&ダーリントン鉄道が開業し、鉄道会社が予め作成した運行スケジュールに従って列車が運行される、現代の鉄道とほぼ同様の形態が採用された。

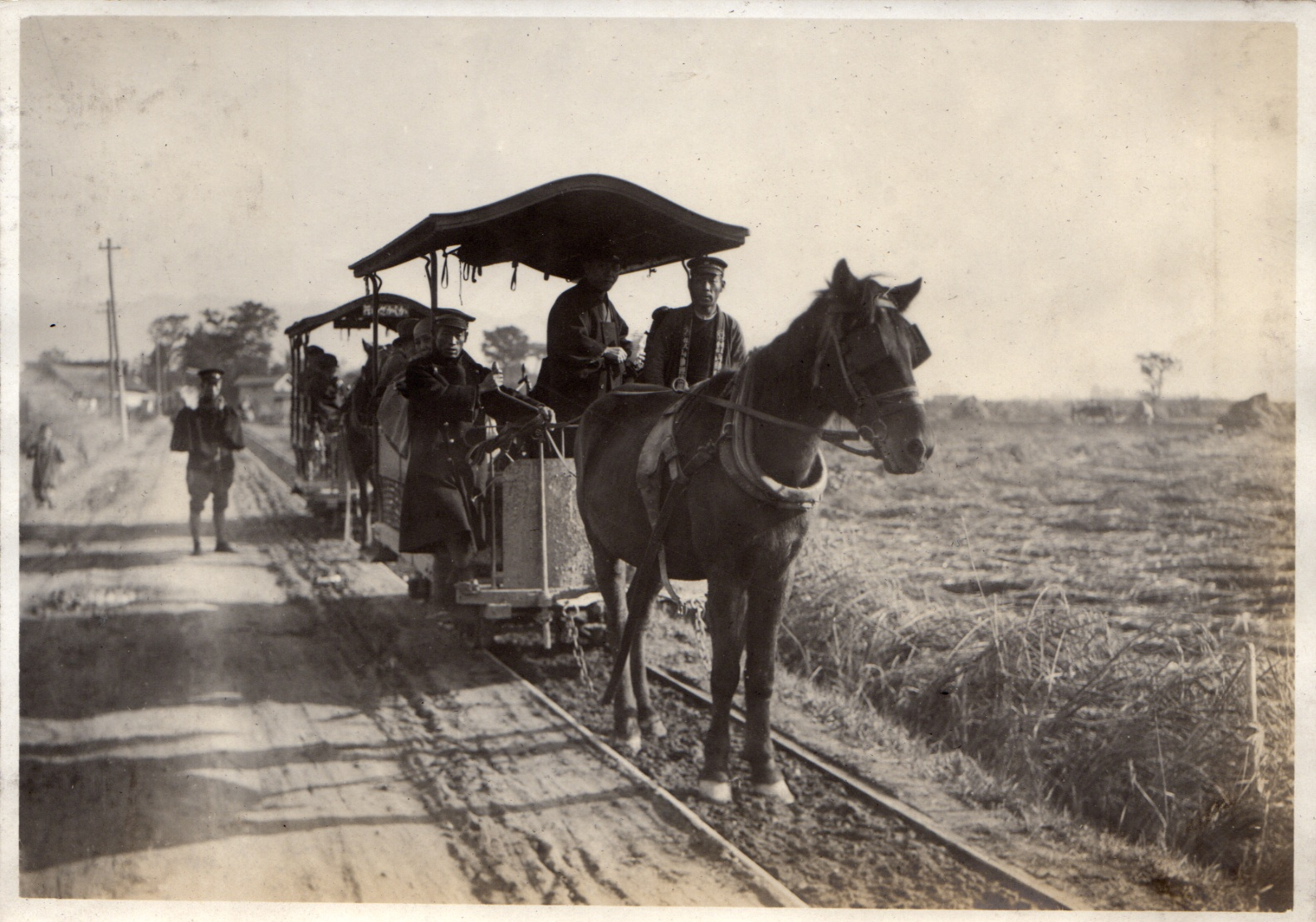
馬車鉄道。大正時代
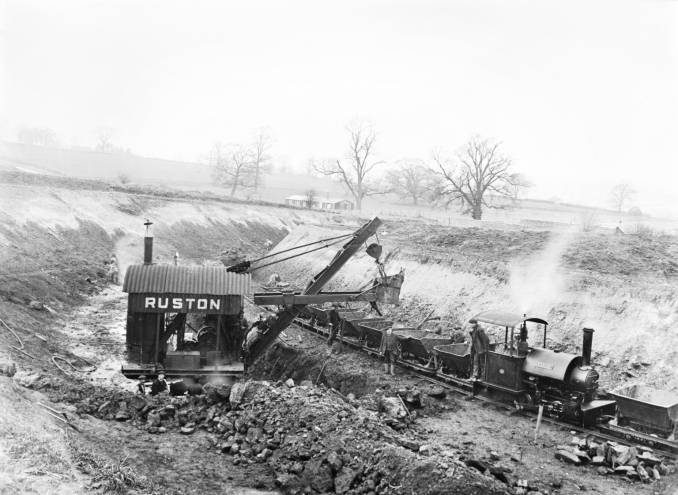
イギリス国立鉄道博物館にも展示されている写真（1920年9月）。狭軌の鉄道と、そこを走る蒸気機関車Pixie。おそらく露天掘り採石場で、蒸気を動力として動く機械で石を積み込んでいる。
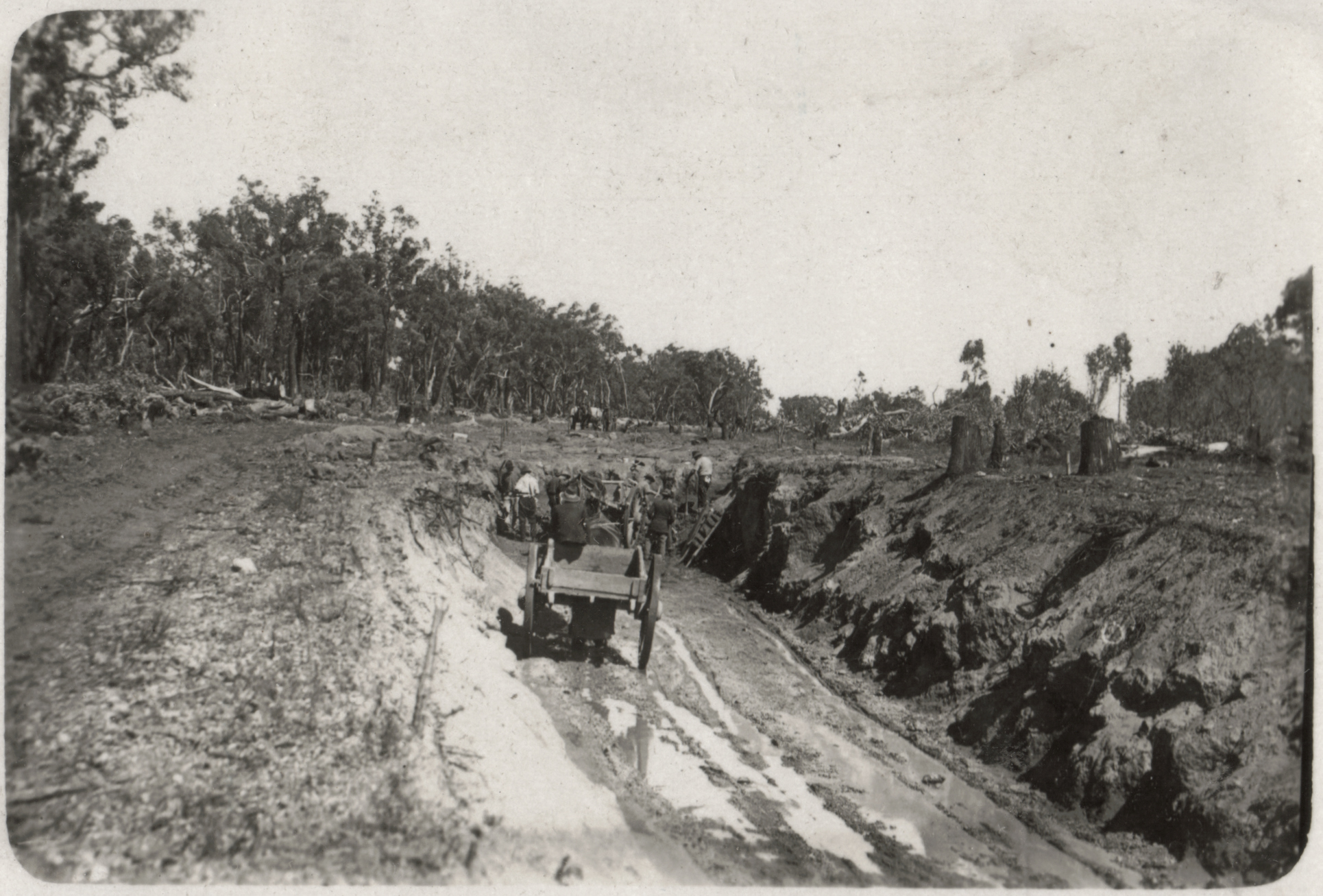
鉄道の敷設工事（1926年頃、オーストラリアの西部）。鉄道という交通システムを構築するには、用地を確保して土地を平らにして鉄道（鉄のレール）を敷設しなければならない。土地の権利取得も大変であるし、工事も時に難工事の連続となる。
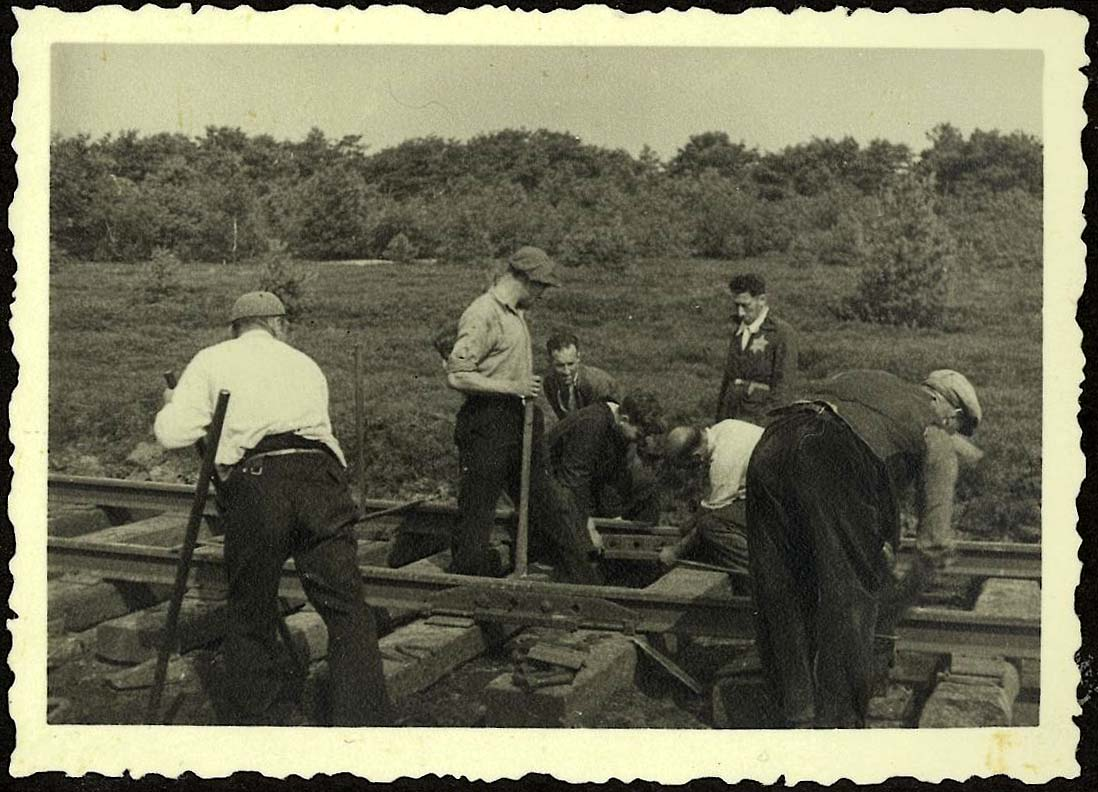
鉄道の敷設や保守（1942年、オランダ）
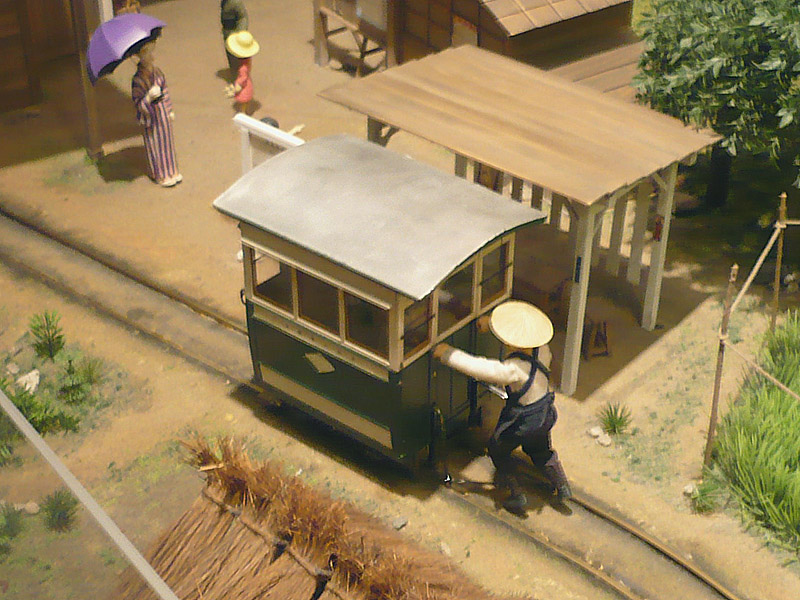
人力鉄道模型。葛飾柴又寅さん記念館

## 構造

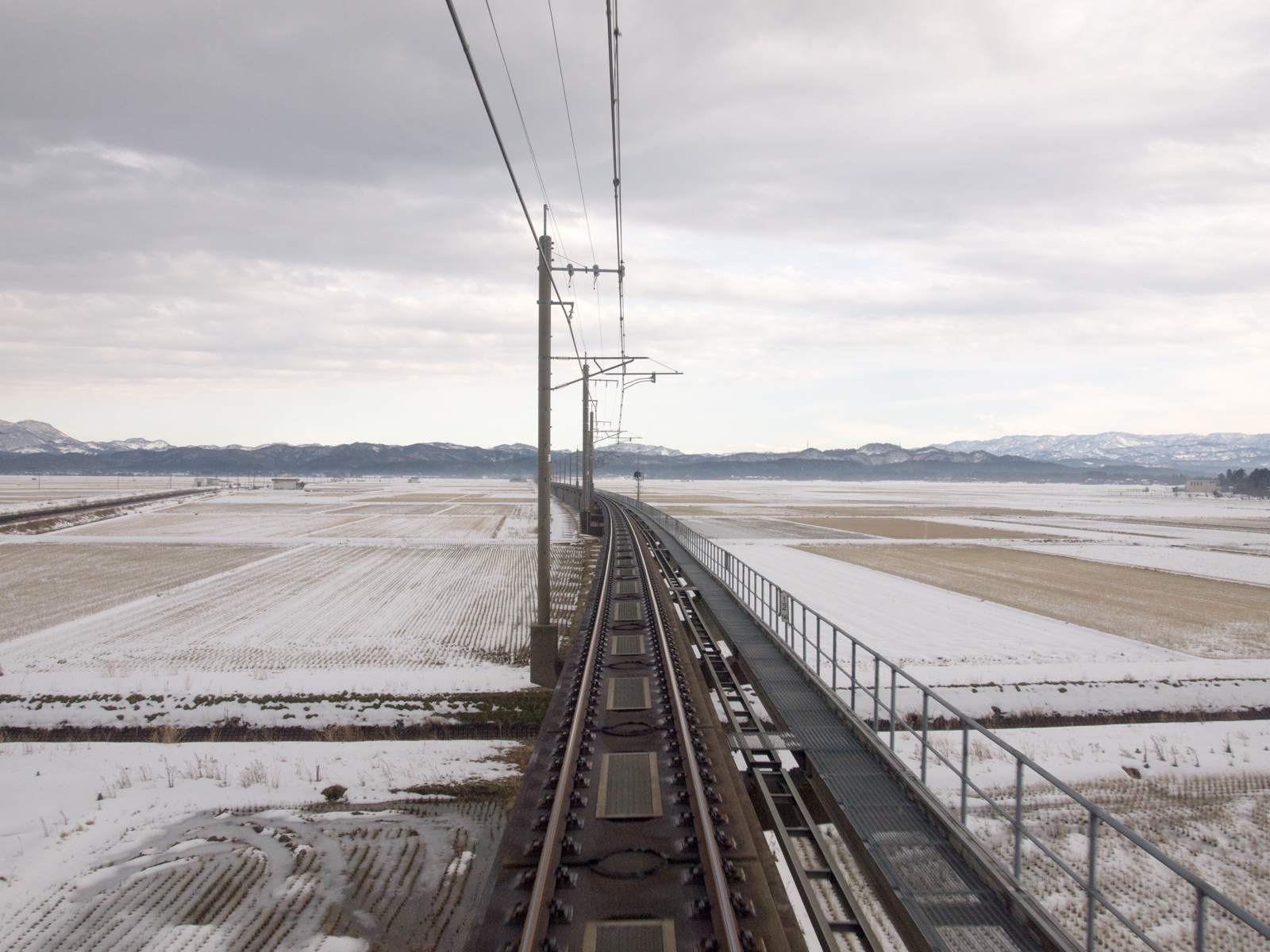
高架に敷設された単線の線路

線路は地上に敷設されていることが多いが、都市部や地形に制約のある場所、また高速走行を行うための路線では地下や高架に線路を敷設している。特に地下に敷設される路線は地下鉄と呼ぶ。

### 軌道
軌道は2本のレールを枕木の上に平行に敷設したものであり、システムによっては3本以上のレールを用いる。レールと枕木はバラストと呼ばれる砂利やコンクリート製の道床によって支えられる。特に、道床に砂利を用いたものをバラスト軌道と呼ぶ。コンクリート製のものでは、道床と枕木の機能が一体化したスラブ軌道や、コンクリート製の基礎にレールを直結し枕木を省略した形態も存在する。
2本のレールの間隔を軌間（ゲージ）と呼ぶ。路線によって様々な軌間が設定される。異なる軌間の路線でも、三線軌条などの混合軌間、車両側では軌間可変、ロールボックなど特殊な手段を用いれば車両の直通が可能だが、通常の車両では乗り換えや貨物の積み替えを要する。軌間が異なる理由としては、他国との違いであれば戦時に敵国の車両を直通させない、同一国内での違いであれば各路線にとって地理的・経済的に最適な軌間が異なる、敷設者間での考え方の違いなどがある。路線どうしの接続が考慮される状況では軌間を統一することに合理性があるが、規格争いが発生することもある。

### 車両
鉄道の車両を動力源によって分類した場合、馬を動力として用いる馬車鉄道の馬車、人力を用いる人車軌道の人車、蒸気機関を動力として用いる蒸気機関車、その他の内燃機関を動力とする気動車・ディーゼル機関車、電気モーターを動力とする電車・電気機関車がある。鉄道車両は1両でも用いることができるが、多数の車両を連結でき、その利点を活用して旅客や貨物を一編成（ひとつらなりの形）で大量に輸送することが可能である。
鉄道車両は、異なる軌間の区間に乗り入れることが困難である。軌間を切り替える手法としては、まず境界駅で台車を交換する方法がある。この方法は、広軌の旧ソ連圏と、これに接する標準軌の中国や東ヨーロッパを直通する列車などで採用されている。しかし、この方法では、電車や機関車など、モーターを持つ台車の取替はできず、また作業のため、国境駅で3時間以上待たなくてはいけないなどの問題がある。また、スペインの「タルゴ」「Alvia」で特殊な設備を用いて乗客を乗せたまま自国の1668 mmと周辺他国の1435 mmを切り替える方法が実用化されている。また、日本では、乗客を乗せたまま軌間切り替え可能なフリーゲージトレインの実用化試験が行われている。
他にも、異なる路線の鉄道車両の乗り入れが困難である場合が存在する。建築限界や車両限界が路線によって異なる場合も、乗り入れの障害となる。例としては車両限界の大きい新幹線と、車両限界の小さい在来線を改軌した区間を直通するミニ新幹線のように、在来線の車両サイズで作らざるを得なくなる。直流、交流といった電気方式が区間によって異なる場合には、直通するためには製作コストの高い双方の電気方式に対応した車両を使用するか、機関車を付け替えるなどの必要が生じるが、電気方式が同じでも、電圧が区間によって異なる場合は、複電圧方式の車両が必要となる。

### 駅
鉄道駅は、列車が止まり、人が列車に乗り降りしたり、貨物を積み降ろしする場所である。基本的には線路とプラットホームから構成され、中程度以上であれば駅舎やさまざまな関連施設がある。貨物駅であればさらに貨物ターミナルから構成される。さまざまな分類法がある。

### 踏切
鉄道と道路が平面的に交差する場所には踏切が設置される。
日本では、踏切の通行は鉄道に優先権があり、道路交通を遮断することとなる。列車運行本数が多い場合は遮断時間が長くなり、交通渋滞の原因となり、甚だしい場合には「開かずの踏切」が生まれる。踏切を解消するため連続立体交差事業が進められている。

### 周辺設備
鉄道の中には、単に線路と列車と駅により構成されているだけに留まらず、変電所 や指令所 などを備えるものがある。電車は電力で走ることから、線路と平行して電線路が敷設され、それに伴い、鉄道変電所や電源の管理する施設が備えられている。また、複雑化した鉄道ネットワークにおいては、過密なダイヤや突発的な事故に対応するため、一箇所で集中的に列車の管理を行うこともある。

## 運営
鉄道の運営を行う鉄道事業者は、民間企業によるものと、国や特殊法人・地方公共団体が行うものなどがある。なお、日本においては日本国有鉄道の分割民営化と、帝都高速度交通営団（営団地下鉄）の特殊会社化に伴い、いわゆる「国営の鉄道事業者」は現存しない。ただし、日本国有鉄道の事業を継承したJRグループのうち、北海道旅客鉄道（JR北海道）、四国旅客鉄道（JR四国）、日本貨物鉄道（JR貨物）、ならびに帝都高速度交通営団の事業を継承した東京地下鉄（東京メトロ）については、国や独立行政法人鉄道建設・運輸施設整備支援機構が一部または全部の株式を保有している。したがって、現在の日本国政府が、鉄道事業の経営にまったく関与していないわけではないが、このほかのJR4社（東日本旅客鉄道（JR東日本）、西日本旅客鉄道（JR西日本）、東海旅客鉄道（JR東海）、および九州旅客鉄道（JR九州））は政府保有株の完全売却により民間企業化されており、東京地下鉄（東京メトロ）についても政府保有株を一部売却する動きがあり、長期的に見ると政府の鉄道経営への関与は少なくなる流れにある。
鉄道は、線路・駅などのインフラストラクチャーに対する投資コストが大きく、固定費率が大きいことから損益分岐点が高く、黒字となるには一定以上の輸送量、利用客数が必要となる。このため、欧米では「鉄道は公共財であり、また一度無くなると元に戻すことは難しいことから、赤字は基本である」（日本政策投資銀行 浅井康次）という認識であるとの紹介がある。また、相当な利益を上げないと既存路線の高速化や自動列車保安装置設置、駅のバリアフリー化やホームドア設置、パークアンドライド用駐車場設置などの鉄道サービスや安全性向上も困難である。
日本では、1990年代から鉄道の利用者数が減少している。減少の背景には、日本の人口構成が関わっている。鉄道利用者の中心は通学利用者と、通勤利用者であるが、人口構成上、学生は卒業する年代の人口よりも入学する年代の人口が少なく、社会人も退職する年代の人口よりも新規に就職する世代の人口が少ない状況にあるため、両者は今後長期間にわたり減少する仕組みになっている。減少の要因として他には、鉄道事業者の経営努力不足、モータリゼーション（列車から自動車へのシフト）や、変わったところでは、地球温暖化（冬の気温が上がることで降雪が少なくなり、車が使用しやすくなる）といったものもある。
上述した内容は日本全体の話であるが、ローカル線の利用者数を巡る環境は特に厳しい。採算が取れない場合、路線や駅の存続問題が発生する。対応策として、赤字が続く鉄道を廃止したり、第三セクター鉄道に転換することがある。しかし、第三セクター鉄道にしても赤字が解消されるとは限らず、赤字の第三セクター鉄道は、地方公共団体の不良債権として問題になっている。

### 乗車
鉄道の乗車には切符などの乗車券、または乗車カードを必要とする。運賃を支払うことでこれらを入手することができ、乗車権を得られるが、車内で精算する仕組みを取っている鉄道もある。

## 技術
鉄道車両や鉄道施設に関しての学問として、鉄道工学がある。
新たな技術として、デュアル・モード・ビークル (DMV) などがある。

## 特徴

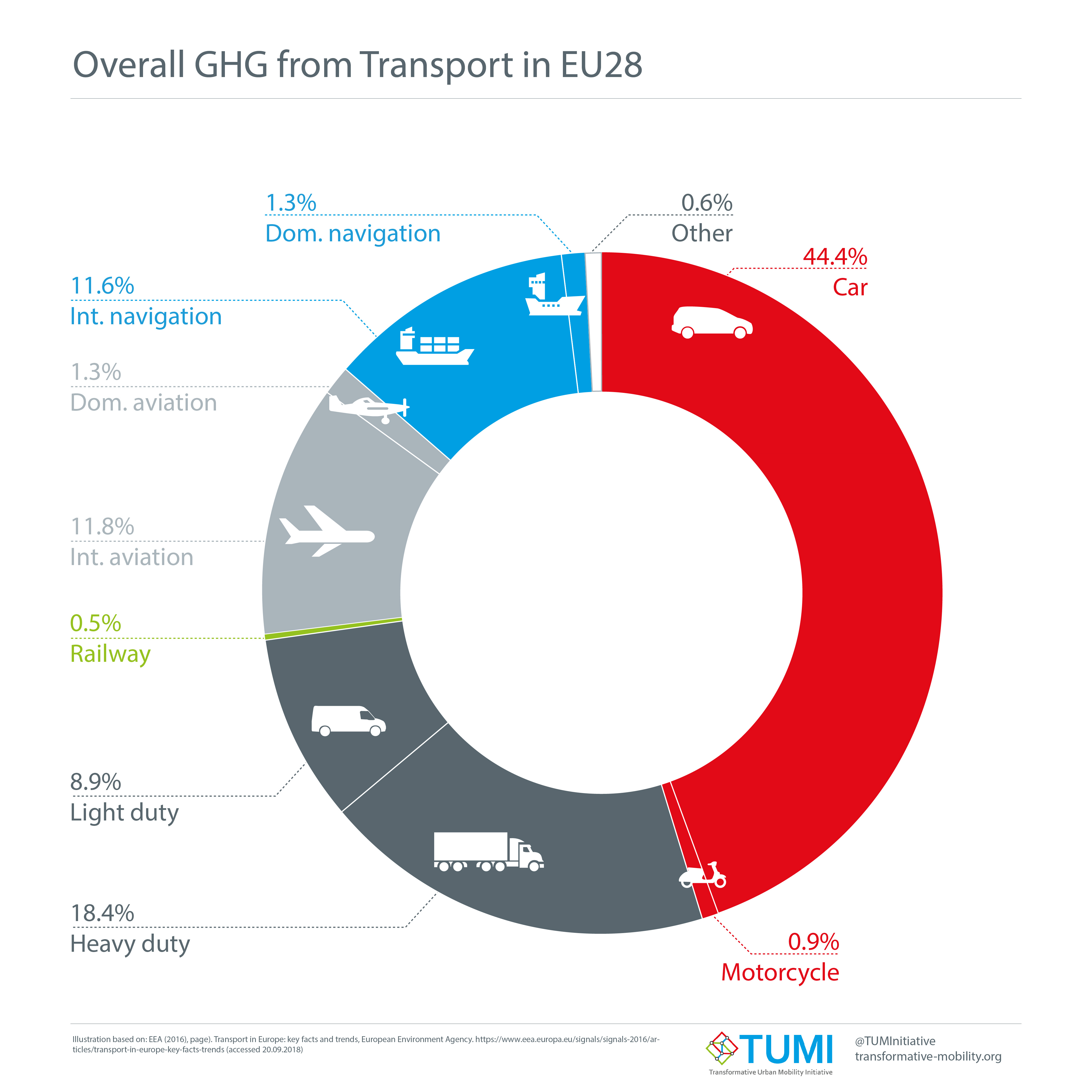
EU28か国における輸送セクターの温室効果ガス排出割合。鉄道は持続可能な交通である。

鉄道は、レールの上しか通行できない半面、他の陸上輸送機関に比べて自然環境への負荷が比較的少なく、大量輸送に向き、定時性や安全性に優れるという特徴を有する。

### 長所
鉄道は、専用の鉄軌道上で案内されて運転される特性上、多数の車両を連結して一括運転できる。このため、一度に大量の旅客や貨物を運送できる。
軌道や車輪に鉄を使用しているため、走行時に鉄同士が触れ合うことになるが、この際の走行抵抗は、きわめて小さい。鉄製の車輪は、自動車に用いられるゴムタイヤと比べると変形量が小さいためである。また、一般的な自動車と比べ細長く体積の割りに前面投影面積が小さいため、空気抵抗も小さい。車列が長いほど体積当たりの空気抵抗は少なくなる。
結果、必要な動力も重さの割には小さくできる。例えば日本の国鉄115系電車10両編成（質量は400トン、出力は2880 kW）では1トンあたり7 kW であるが、乗用車のカローラ（質量は1400 kg、出力は82 kW）では1トンあたり58 kWであり、国鉄115系電車が1トンあたりで要する出力はカローラの8分の1以下である。そのため、鉄道は船と並んで、エネルギー効率のよい大量輸送システムといえる。
鉄道は、その走行抵抗の少なさなどのため、単位輸送量当たりのエネルギー消費は自動車や航空機よりはるかに少ない。環境省の調査によれば、一定の距離で、一定の人数を輸送するために要するエネルギーの量は、日本の国鉄の鉄道を基準にすると、バスはその1.8倍、乗用車は5.3倍、航空機は8.8倍であった。また、貨物の場合、船は0.8倍、トラックは2.8倍であった。さらに、電車や電気機関車の場合、発電機や電動機のエネルギー変換効率が内燃機関よりはるかに高いので、電化鉄道は鉄道システム全体としてもエネルギー効率は非常に高い。したがって、地球温暖化の原因となる二酸化炭素の単位輸送量当たりの排出量が少ない 交通機関である。ただしこれは一定以上の需要が存在する前提での計算であることから、地方の閑散線区のように需要が著しく少ない場合、乗用車やバスなどよりも鉄道の二酸化炭素排出量が大きくなり、鉄道の方が環境負荷がかえって高くなるとの指摘もある。

#### 定時性
鉄道は専用の軌道を有しているため、定時性に優れる。路面電車のように道路上を走行する併用軌道を除けば、基本的に専用の走行路を使用するので、定時運行を確保しやすい。定められた時刻通りに列車を運行することは鉄道事業の出発点である。特に、自動車や飛行機などの代替輸送機関が発達した先進国地域では、遅れのひどい鉄道からは利用者が去っていってしまう。ちなみに1999年度（平成11年度）のJR東日本の数字によれば、新幹線の95 %と、在来線の87 %が定刻（遅延1分未満）に発着している。
その反面、基本的に専用の走行路しか走行できないことは弱点でもあり、故障や災害等で事故が発生すると、事故現場の回避や追い越しができないため、復旧・運転再開まで長時間に渡って不通になる場合がある。台風・地震など、自然災害により不通になると、その影響が広範囲に渡るなど、脆弱な面もある。自動車が事故車線や現場を容易に回避・迂回できたり、途中経路の天候が悪くても出発地・目的地の天候に問題がなければ任意の経路で航行が可能な飛行機・船舶とは対照的である。また、踏切事故や人身事故、強風などの影響で長時間運行が停止することも多い。

#### 安全性
鉄道は安全性が高い交通手段であるといえる。鉄道事故の発生する確率は他の交通機関よりも低い。ある統計によれば、鉄道事故による利用客の死亡率は自動車の545分の1、航空機の104分の1であるという。
鉄道が自動車より安全であることの理由として、次のようなことが挙げられる。
- 専用軌道を走行するため、自動車と違いハンドル操作が不要である。自動車の場合、少々のハンドルの動きで車体が左右へぶれてしまう。特に高速の場合、わずかなハンドルのぶれでも瞬時に本来進むべき道から逸れてしまい、事故の原因にもなり得る。それに対して鉄道は、線路さえしっかりしていれば、高速走行しても支障がない。
- 鉄道には運転士が信号を見落としても、自動で列車を停止させるシステム（運転保安装置や運行制御システム）が備わっている。自動車にはこのようなものがないため、信号を無視すれば他の自動車や歩行者と衝突してしまう可能性がある[注 3]。

鉄道事故の多くは道路交通と平面交差する踏切や、利用客と鉄道との接点である駅のホーム、急カーブ、単線、地上の線路で発生している。これらの事故に対して、踏切では立体交差化、駅のプラットホームではホームドアの設置、カーブではカントの設置及びカント量の上限を超えない範囲内での引き上げや脱線防止ガード設置、鉄道路線全般では自動列車保安装置の装備といった防止措置がとられる。
鉄道は、飛行機・船と同様、一度に大量の人員を輸送できる故に、一度事故になると大惨事になり得る。ただし、鉄道での死亡事故の大半は駅構内や踏切で起こる接触・衝突事故で、大量死亡事故は非常に少ない。

### 短所
鉄車輪と鉄軌道との摩擦力が小さいという理由により、自動車ほど急勾配を上り下りすることができない。自動車の勾配は立体駐車場などの1/6（水平に6 m進むと1 m高くなる）が最急だと言われているが、鉄道では25 ‰程度が常用の限度とされている。より急な線区も存在する（例えば小田急箱根鉄道線には80 ‰勾配が存在する）が、その場合建設や運転に不利になる。そのため、山岳などの障害物を迂回したり、トンネル掘削による障害物回避、あるいはループ線やスイッチバックを設置するなどを行う必要がある。また、これらの対策でもどうにもならない急勾配は、ラックレール等を用いることで対処する場合もある。ただし最近では、ICE 3など、一部の高性能車両は連続40 ‰勾配路線を300 km/hにて走行可能であり、高性能車両を用いることで、トンネル掘削などの投資を抑えることが可能となりつつある。
また摩擦力・粘着力によって加速度を得ることが、自動車に比べて難しく、急加速・急減速が困難である。普通鉄道の最高速度は574.8 km/hだが、営業上の最高速度は320 km/hにとどまっている（「高速鉄道の最高速度記録の歴史」を参照）。この限界を突破するために浮上走行が考案されたが、その一つがリニアモーターカーである。
急減速が利かない欠点に対しては線路を一定区間に区切り、1つの区間に同時に2本以上の列車を入れない閉塞という概念・設備を導入して列車同士の衝突事故を防いでいる。ブレーキの改良も進められている。
また、鉄道は曲線にも弱い。曲線では遠心力が働くが、遠心力による横からの力に対して鉄道は自動車より弱い。よって、鉄道と自動車が同じ半径の曲線を通過する際には、鉄道の通過速度を自動車よりずっと小さくする必要が生じる。この欠点を小さくしようとすれば曲線を緩くする以外に方法はない。
路上を自由自在に走行できる道路交通とは違い、レールの上しか走行できないという制約があるため、わずかな障害によって広範囲で正常運転ができなくなることが多い。人身事故が発生すると、多くの列車に影響が出る。また土砂災害や地震など、自然災害を受けると復旧までにかなりの時間を要し、迂回路がない場合、バスなどの代替輸送に頼らざるを得ない。強風にも弱く、強風のため長時間運行が停止されることもしばしば発生する。積雪の際に自動車よりも安全に運行できる鉄道は、地域によっては冬場の市民の貴重な足となりうるが、運行維持のためには除雪体制や積雪対策設備を予め整えておく必要があるため、十分な積雪対策が行われていない地域や路線では、僅かな積雪で長時間の運休や大規模な運行障害が発生することも少なくない。
鉄道は建設と維持に莫大な費用を必要とし、特に地方の閑散線区では採算性が低くなりやすい。それでも鉄道の維持を選択する場合は、公的資金の投入が必要となることがある。一例を挙げると、2011年（平成23年）7月の豪雨災害で不通となったJR東日本只見線会津川口 - 只見間は、線路などを地元自治体が所有する「上下分離方式」を採用して復旧することが決定した。復旧に際し沿線市町村と福島県は復旧費を約54億円負担し、復旧後は沿線市町村と福島県が年間運営費として約2億1000万円負担することになると見積もられている。

## 環境負荷

### 二酸化炭素排出量
鉄道はエネルギーあたりの輸送効率が良く、自動車交通や航空交通などと比較して排出される二酸化炭素 (CO2) が少ない。日本の国土交通省による2022年の見積もりによれば公共交通手段ごとの二酸化炭素排出量は以下の通りである。単位は1人1キロメートルあたりの二酸化炭素グラム量である。鉄道に比べてバスは3.5倍以上、航空は5.0倍以上、自家用車は6.4倍もの排出量である。
自家用車：128、航空：101、バス：71、鉄道：20
以上の数字で具体的に東京 - 大阪（片道）で計算すると新幹線（実距離515キロメートル）で10.3キログラムに対し、高速バス（実距離490キロメートル）で34.8キログラム、飛行機（羽田 - 伊丹、実飛行距離524キロメートル、航路は直線ではなく房総半島上空などでしばしば大きく迂回する）では52.9キログラムにもなり（空港連絡バスを含まず）、人間一人運ぶのにその標準体重に近い重量もの二酸化炭素をたった一回のフライトで放散してしまう。このように、鉄道に比較して都市間高速バスや格安航空は安価ではあるが環境への悪影響がきわめて大きい。
しかしながらこの議論は当然ながら対象とする区間の電化・非電化や乗車率により大きく異なり、閑散な地方交通線区間では当てはまらないケースも出てくる。一試算では、乗客1人1キロメートルあたりの二酸化炭素排出量は、山手線ではわずか7グラムであるのに対し、芸備線の東城 - 備後落合間では1101グラムにもなると見積もられており、この場合だと鉄道よりも代行バスによる輸送の方が二酸化炭素排出量が少なくなる。

### 排気中の汚染物質
かつては蒸気機関車の煤煙が大きな問題であったが、日本国内の鉄道は電化が進み、ディーゼル機関を利用した非電化鉄道が残っているものの、排気中の汚染物質が問題になることは少ない。
一方、国外（主に発展途上国）においては電化されていない鉄道が現在も大量に走っており、そうした地域では大気汚染の大きな原因の一つとなっている。

### 開発に伴う自然破壊
新規開発は地域の利便性が大きく向上し経済発展に繋がるが、森林等自然が残るエリアを開拓する形で行われるため自然破壊（森林破壊）に直結している。ブラジル・アマゾン熱帯雨林の鉄道を含む開発事業は国際的に大きな非難を浴びている。また日本国内ではリニア新幹線の開発が現地住民やNGOなどから批判され、抗議運動を起こされている。

## 世界の鉄道

現在の世界の鉄道のネットワーク（2022年）

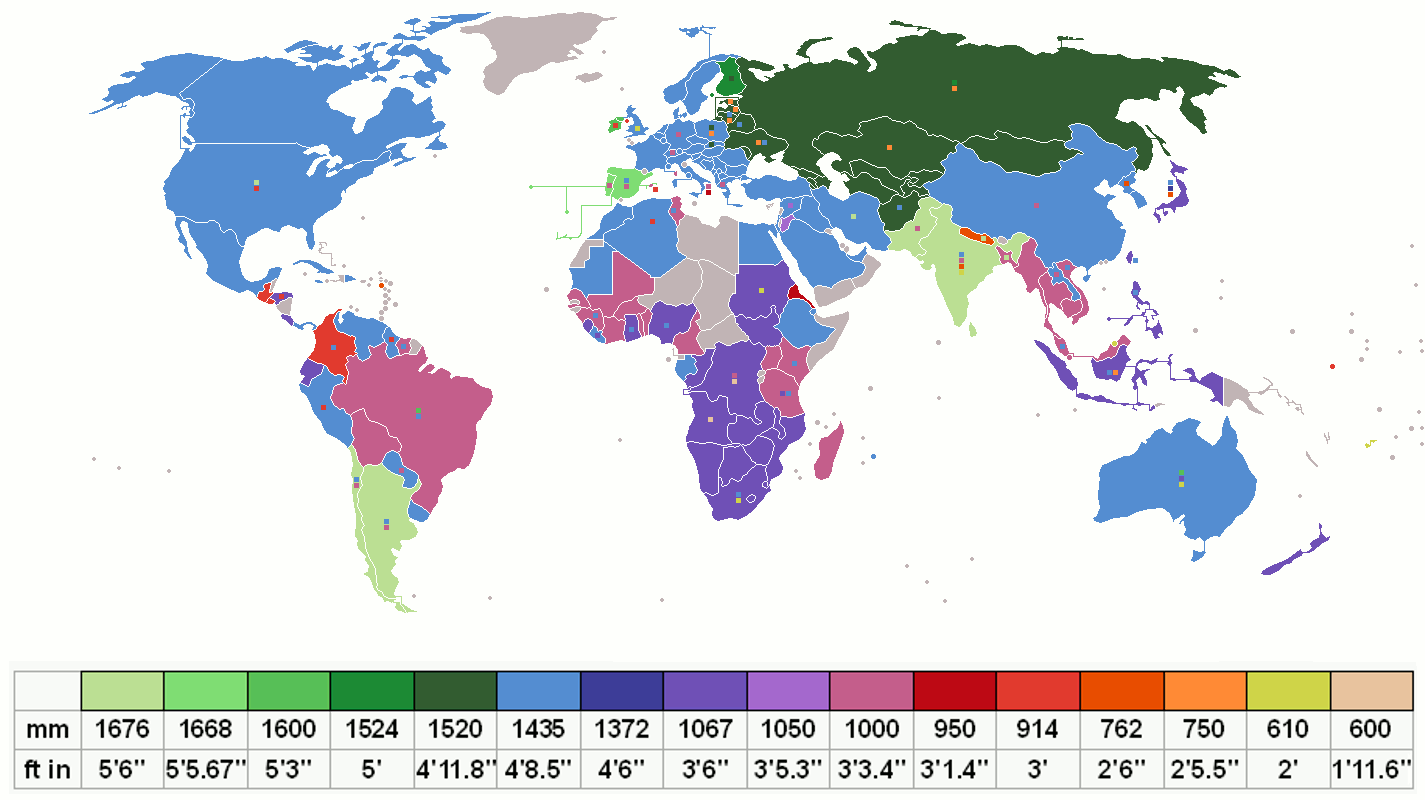
世界の軌間規格の違い。

## 戦争と鉄道の関係
- 軍用列車
- 鉄道戦争、満洲事変
- シャーマンズ・ネクタイ ‐ 南北戦争で鉄道妨害行為として使用された。枕木は燃やしてバーを加熱してネクタイのように捻じ曲げられた。
- レールロード・プラウ（英語版） ‐ 焦土作戦用に、鉄道の枕木を破壊して、輸送ができないようにする装備。第一次世界大戦で使用され始め、ロシアやドイツなどで使用された。
- 第二次世界大戦中のレールウェイ・サボタージュ（英語版）